# Argiope aetheroides
Argiope aetheroides är en spindelart som beskrevs av Yin et al. 1989. Argiope aetheroides ingår i släktet Argiope och familjen hjulspindlar. Inga underarter finns listade i Catalogue of Life.

## Bildgalleri

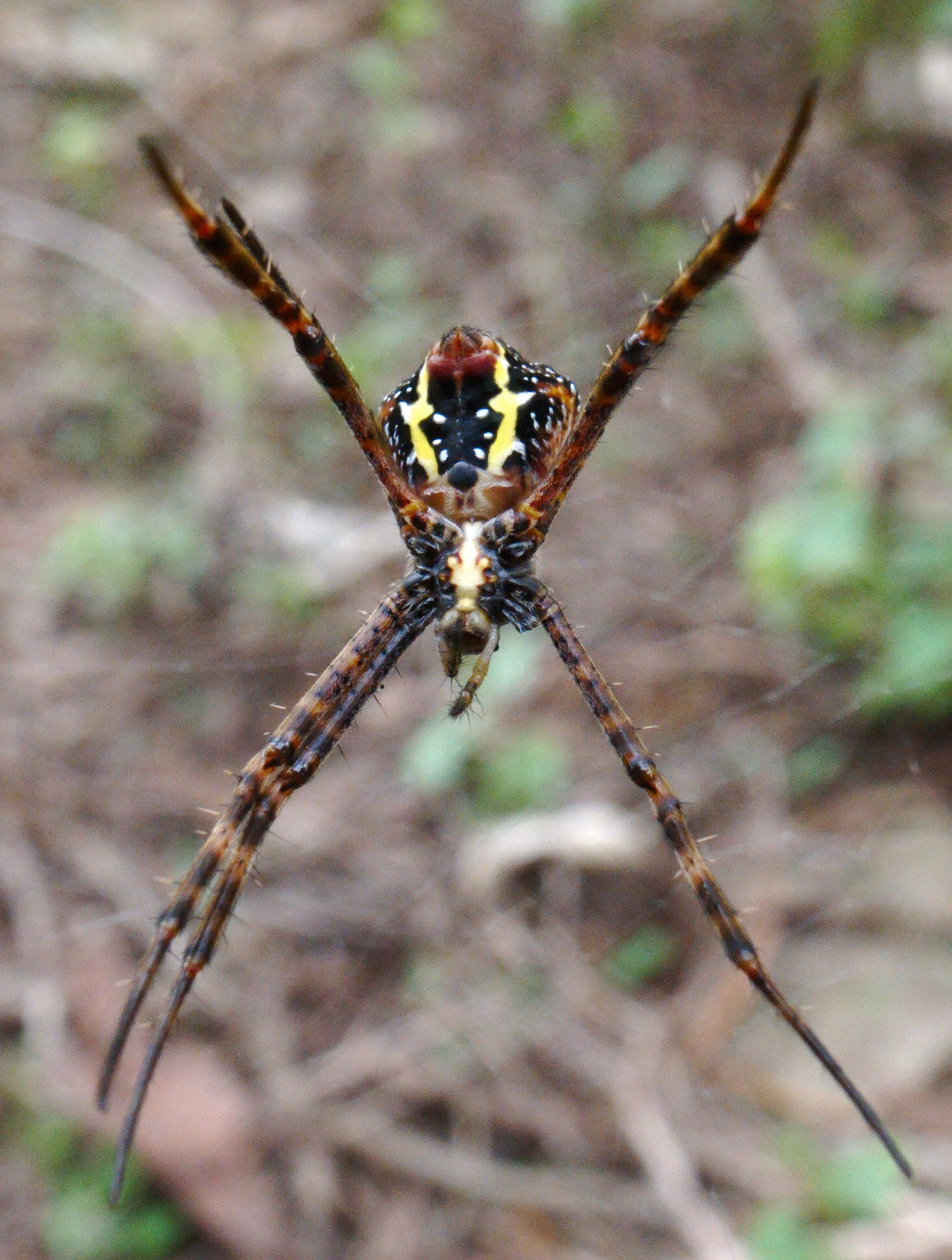